# 內瑟爾巴赫河 (萊內河支流)
51°10′1.4″N 8°23′39.6″E / 51.167056°N 8.394333°E

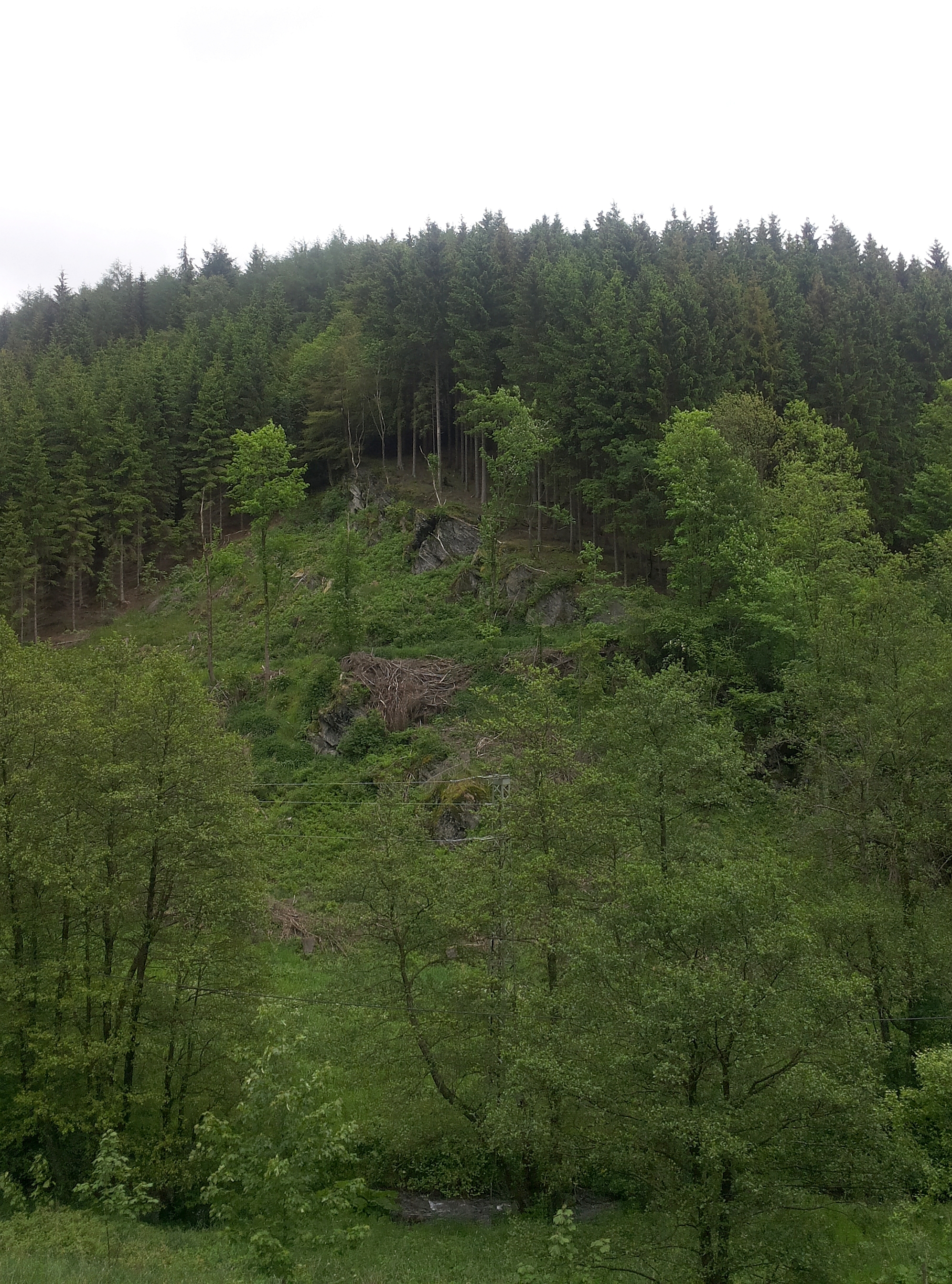

內瑟爾巴赫河（德語：Nesselbach），是德國的河流，位於該國西部，處於北萊茵-威斯特法倫州，屬於萊內河的右支流，河道全長7.4公里，流域面積10.7平方公里。